# مکلس
مکلس (به عربی: مکلس) یک منطقهٔ مسکونی در لبنان است که در شهرستان المتن واقع شده‌است. مکلس ۱٫۳۲ کیلومتر مربع مساحت دارد.